# موسي كندي
موسی‌ كندي هي قرية في مقاطعة خدا أفرين، إيران. عدد سكان هذه القرية هو 45 في سنة 2006.